# Pehuajó
Pehuajó ist eine Stadt im Westen der Provinz Buenos Aires in Argentinien und ist der Hauptort des gleichnamigen Partidos Pehuajó mit über 32.000 Einwohnern. 

## Geschichte
Pehuajó wurde per Gesetz am 10. Januar 1908 zur Stadt erklärt. Der Name der Stadt und des Partidos geht auf eine Schlacht im Tripel-Allianz-Krieg im Jahr 1866 zurück, an der der damalige Provinzgouverneur von Buenos Aires, Dardo Rocha, teilgenommen hatte.

## Verkehr
Die Stadt liegt nahe an der Kreuzung der Ruta Nacional 5 und der Ruta Nacional 226.
Die Bahnlinie von Bragado endet in Pehuajó und wird einmal in der Woche mit Personenverkehr bedient. In Bagrado besteht Anschluss nach Buenos Aires Once.

## Wirtschaft
Pehuajó liegt in einer Gegend mit fruchtbaren Böden (Pampa) und ist geprägt von Land- und Viehwirtschaft. Die Verarbeitung der Erzeugnisse erfolgt in Mühlen und Fleischverarbeitungsbetrieben.

## Kinderlied „Manuelita“
Das in Argentinien bekannte Kinderlied „Manuelita“, von María Elena Walsh, handelt von der titelgebenden Schildkröte, die von Pehuajó nach Paris geht, nachdem sie sich verliebt hatte, um sich dort einer Schönheitsbehandlung zu unterziehen. Um an das Lied zu erinnern, wurde eine Schildkrötenstatue in der Nähe der Ruta 5 errichtet.

## Bekannte Persönlichkeiten
- Fernando Belasteguín (* 1979), Padelspieler
- Renato Civelli (* 1983), Fußballspieler
- Franco Davín (* 1970), Tennisspieler
- Osmar Héctor Maderna (1918–1951), Tangopianist und Komponist
- Magdalena Araceli Mouján Otaño (1926–2005), Mathematikerin
- Fernando Paternóster (1903–1967), Fußballspieler und -trainer